# Chartocerus niger
Chartocerus niger är en stekelart som först beskrevs av William Harris Ashmead 1900.  Chartocerus niger ingår i släktet Chartocerus och familjen långklubbsteklar. Inga underarter finns listade i Catalogue of Life.